# Jorge Suarez Carbajal
Jorge Suarez Carbajal (* 13. März 1986 in Oviedo) ist ein asturischer Dudelsackpfeifer. Er war 2004 Champion von Asturien und  ein vertrat  vier Jahre in Folge das Fürstentum bei der MacCrimmon Trophy (ehemals Macallan Trophy) beim Festival Interceltique de Lorient. 2011 erhielt er den AMAS - Preis für den besten Dudelsackpfeifer, erteilt durch das Anuario de la Música de Asturias (Jahrbuch für Musik in Asturien).

## Karriere
Er begann 1994 in den Schulen von Suares (Asturien) bei Eugenio Otero den Dudelsack zu spielen. 1997 wurde er Mitglied der Banda Gaites Noreña. Mit dieser Band bereiste er Asturien und Spanien und spielte auch in Portugal. Im Jahr 2000 gewann er 14-jährig den ersten Preis beim regionalen Finale des von Teresa Rabal präsentierten Wettbewerbs für Kinder "Veo-Veo", zusammen mit einer Gruppe der Rhythmischen Sportgymnastik von Gijón.
Von März 2000 bis zum Jahr 2003 erhielt er Unterricht bei Xuacu Amieva. Mit seinem Bruder Carlos spielt er mit mehreren regionalen Tanzgruppen aus Asturien, wie zum Beispiel der Asociación Foklórica "Onís". Im Jahr 2003 erreichte er in der Macallan Trophy de Gaita den dritten Platz beim Festival Interceltique de Lorient. Am 18. Juni 2004 gewann er das Finale des Memorial Remis Ovalle in Oviedo. 2006 hatte er den zweiten Platz in der MacCrimmon Trophy am Festival Interceltique de Lorient erreicht und wurde nur durch den asturischen Piper Ruben Alba übertroffen.  Neben dem Dudelsackspielen studiert er derzeit Ingenieurvermessung an der Universität Oviedo.

## Weitere Auszeichnungen
| Jahr | Award             | Kategorie               | Ergebnis |
| ---- | ----------------- | ----------------------- | -------- |
| 2000 | Veo-Veo Oviedo    | -                       | Gewinner |
| 2011 | Premios AMAS 2011 | Bester Dudelsackpfeifer | Gewinner |